# 奥斯卡·扎里斯基

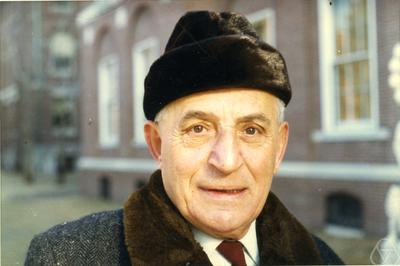
奥斯卡·扎里斯基

奥斯卡·扎里斯基（英文：Oscar Zariski，原名Ascher Zaritsky，1899年4月24日—1986年7月4日）是犹太裔美国籍数学家，出生于沙俄科布林（英文Kobrin，俄文Ко́брын，今属白俄罗斯），任美国科学院院士，研究领域有代数几何的现代方法。1981年扎里斯基获得沃尔夫数学奖。